# دون مارتن (لاعب هوكي الحقل)
دون مارتن (بالإنجليزية: Don Martin)‏ هو لاعب هوكي الحقل أسترالي، ولد في 8 فبراير 1940.

## وصلات خارجية
- دون مارتن على موقع أوليمبيديا (الإنجليزية)
- دون مارتن على موقع اللجنة الأولمبية الأسترالية (الإنجليزية)